# Chondrodactylus fitzsimonsi
Chondrodactylus fitzsimonsi (товстопалий гекон Фітц-Сімонса) — вид геконоподібних ящірок родини геконових (Gekkonidae). Мешкає в Південній Африці. Вид названий на честь південноафриканського герпетолога Вівіана Фітц-Сімонса.

## Поширення й екологія
Товстопалі гекони Біброна мешкають на південному заході Анголи та на північному заході Намібії. Вони живуть у сухих саванах і напівпустелях, де трапляються серед скель, на висоті від 20 до 1000 м над рівнем моря.